# Епархия Бхадравати
Епархия Бхадравати (лат. Eparchia Bhadravathensis) — епархия Сиро-малабарской католической церкви c центром в городе Бхадравати, Индия. Епархия Бхадравати входит в митрополию Телличерри.

## История
21 августа 2007 года Римский папа Иоанн Павел II учредил епархию Бхадравати, выделив её из епархии Манантавади.
15 января 2010 года к епархии Бхадравати был присоединён округ Чикмагалур, который ранее принадлежал епархии Манантавади.

## Ординарии епархии
- епископ Joseph Erumachadath (21.08.2007 — по настоящее время).

## Источник
- Annuario Pontificio, Ватикан, 2009